# Zagorá
Zagorá är en kommunhuvudort i Grekland.   Den ligger i prefekturen Nomós Magnisías och regionen Thessalien, i den centrala delen av landet, 170 km norr om huvudstaden Aten. Zagorá ligger 487 meter över havet och antalet invånare är 2 385.
Terrängen runt Zagorá är kuperad norrut, men åt sydväst är den bergig. Havet är nära Zagorá åt nordost. Runt Zagorá är det ganska glesbefolkat, med 43 invånare per kvadratkilometer. Närmaste större samhälle är Volos, 16,0 km sydväst om Zagorá. I omgivningarna runt Zagorá växer i huvudsak lövfällande lövskog.